# Sina Weibo
Sina Weibo (кит. 新浪微博) — китайский сервис микроблогов, запущенный компанией Sina Corp 14 августа 2009 года. Являясь своего рода гибридом между Твиттером и Facebook, сервис является одним из самых популярных сайтов в Китае. По состоянию на февраль 2013 года число пользователей сервиса составляет более 500 миллионов.
На сентябрь 2021 года Sina Weibo имеет 523 миллиона активных пользователей в месяц, причем 3 из 7 из них используют сайт ежедневно.

## Имя
«Weibo» (微 博) в переводе с китайского означает «микроблог». Sina Weibo запустила новое доменное имя weibo.com 7 апреля 2011 года, деактивировав и перенаправив со старого домена t.sina.com.cn на новый. Из-за её популярности средства массовой информации иногда называют платформу просто «Weibo», несмотря на множество других китайских сервисов микроблогов, включая Tencent Weibo (腾讯 微 博), Sohu Weibo (搜狐 微 博) и NetEase Weibo (网易 微博).